# Робітниче товариство «Воля»
Робітниче товариство «Воля» — громадська організація українців в Уругваї. Товариство створене 1935 року. Членів — близько 30, в основному — вихідці з Буковини.